# Vlastimil Růžička (chemik)
Vlastimil Růžička (* 16. března 1949) je český fyzikální chemik a v období 2002 až 2008 rektor VŠCHT.

## Život
Přednášel na Vysoké škole chemicko-technologické v Praze. V roce 1993 se stal členem jejího akademického senátu, v roce 1996 jejím prorektorem pro zahraniční styky a následně v období 2002–2008 vykonával funkci rektora.
V letech 2008–2010 působil jako náměstek ministra školství pro výzkum a vysoké školství.
V letech 2008-2013 byl zmocněncem ministra pro kandidaturu České republiky na sídlo projektu ELI, v letech 2010-2014 byl ředitelem projektu ELI, výstavby laserové výzkumné infrastruktury v Dolních Břežanech.
Na začátku 2014 nastoupil do Technologického centra Akademie věd ČR.
Je členem České společnosti chemického inženýrství a České společnosti chemické.

## Ocenění
Je nositelem francouzského Řádu akademických palem (Chevalier de’l Orde des Palmes Académiques).